# ويليام إي. نايلز
ويليام إي. نايلز هو فلاح كندي، ولد في 1799، وتوفي في 17 أغسطس 1873.